# Moto Guzzi 125
De Moto Guzzi 125 was een lichte motorfiets die Moto Guzzi van 1979 tot 1981 voornamelijk voor de Italiaanse markt produceerde.

## Voorgeschiedenis
Moto Guzzi en Benelli waren in het begin van de jaren zeventig samengevoegd toen beide bedrijven werden opgekocht door de autofabrikant Alejandro de Tomaso. Er werd vanaf die samenvoeging badge-engineering toegepast, waardoor veel modellen onder beide merknamen verkocht werden. Een voorbeeld daarvan was de Moto Guzzi 254 die ook als Benelli 250 Quattro werd aangeboden. Dat was een 250 cc viercilinder.

## 125
De 125 werd ook wel aangeduid als 125 2C 4T (tweecilinder viertakt). Het was eigenlijk een "halve" 254, waarbij hetzelfde rijwielgedeelte werd toegepast. Die halvering klopte niet helemaal, want de boring van de 254 zou slechts 115 cc hebben opgeleverd. Daarom werd ze bij de 125 1,5 mm groter. Vergeleken met de Moto Guzzi Stornello 125 5V, die nog maar enkele jaren uit productie was, was de nieuwe 125 tweecilinder een flinke sprong voorwaarts, zeker waar het om het ontwerp ging. De machine was bijna helemaal opgebouwd uit kunststofdelen die aan elkaar geklikt werden en zo ook eenvoudig weer verwijderd konden worden. Het onbruikbare dashboard van de 254 (dat op de tank zat) was niet overgenomen; bij de 125 zaten de tellers weer gewoon op het stuur.

### Motor
De 125 had een dwarsgeplaatste luchtgekoelde tweecilinder lijnmotor met twee kleppen per cilinder. De inlaatkleppen maten 22,5 mm, de uitlaatkleppen 18 mm. Boring x slag bedroegen 45,4 x 38 mm. Dankzij de korte slag kon de motor ongeveer 11.000 tpm draaien. De powerband was erg smal waardoor de machine zeer sportief gereden moest worden. Er was een wet-sump smeersysteem toegepast met een lobbenpomp als oliepomp. Het oliefilter zat vóór de oliepan recht onder de cilinders. Er waren twee Dell'Orto 20 mm carburateurs toegepast.

### Aandrijflijn
De machine had een meervoudige natte platenkoppeling en een vijfversnellingsbak. De secundaire aandrijving verliep via een ketting.

### Rijwielgedeelte
Het frame was dat van de Moto Guzzi 254. Het was een uit buizen opgetrokken brugframe waarbij de motor als dragend element diende. Er was een telescoopvork met 125 mm veerweg toegepast en achter zaten twee Sebac schokdempers met buitenliggende schroefveren en een veerweg van 70 mm. In het voorwiel zat een schijfrem met een diameter van 260 mm en een Brembo-remklauw. Achter was een kleine trommelrem gemonteerd.

## Technische gegevens
| Moto Guzzi             | 125                                                      |
| ---------------------- | -------------------------------------------------------- |
| Periode                | 1979-1981                                                |
| Categorie              | toermotor                                                |
| Motortype              | OHC                                                      |
| Bouwwijze              | Dwarsgeplaatste tweecilinder lijnmotor                   |
| Cilinders              | Aluminium                                                |
| Cilinderkoppen         | Aluminium                                                |
| Klepopstelling         | kopklep                                                  |
| Klepbediening          | Tuimelaars                                               |
| Carburateur            | Dell'Orto PHBG 20 B                                      |
| Ontsteking             | Bobine                                                   |
| boring                 | 45,5 mm                                                  |
| slag                   | 38 mm                                                    |
| Cilinderinhoud         | 123,6 cc                                                 |
| Smeersysteem           | Wet-sumpsysteem                                          |
| Compressieverhouding   | 10.65:1                                                  |
| Max. Vermogen          | 16 pk bij 10.600 tpm                                     |
| Topsnelheid            | 130 km/h                                                 |
| Koppeling              | Meervoudige natte platenkoppeling                        |
| Versnellingen          | 5 Voetgeschakeld                                         |
| Secundaire aandrijving | ketting                                                  |
| frame                  | Brugframe                                                |
| Wielbasis              | 1290 mm                                                  |
| Vering vóór            | Telescoopvork                                            |
| Vering achter          | Swingarm met schokdempers                                |
| Wielen                 | Gietwielen, Vóór WM 1/1.60 x 18", achter WM 2/1.85 x 18" |
| Banden                 | Vóór 2.75 x 18", achter 3.00 x 18"                       |
| Rem(men)               | Vóór enkele schijfrem, achter trommelrem                 |
| Gewicht                | 110 kg                                                   |
| Tankinhoud             | 8,5 liter                                                |